# 高野真
高野 真（たかの まこと、1961年 - ）は、日本の経営者。株式会社アトミックスメディア代表取締役CEO、フォーブスジャパン発行人兼編集長、国際文化会館評議員。国際文化会館に合併吸収される前のアジア・パシフィック・イニシアティブ理事のほか、日本ファイナンス学会理事、ヒューマン・ライツ・ウォッチ国際理事や、その他数社のベンチャー系企業の取締役、早稲田大学オープン教育センター招聘講師、京都大学経済学部招聘講師を歴任したという。

## 経歴
- 1985年 - 早稲田大学教育学部理学科卒業。
- 1987年 - 早稲田大学大学院理工学研究科博士前期課程修了。
- 1987年 - 大和証券株式会社入社後、株式会社大和総研へ出向。
- 1991年 - 米国出向。ノーベル経済学賞を受賞したハリー・マーコウィッツとともに資産運用モデルの開発にあたったという。
- 1992年 - 株式会社大和総研主任研究員。同年、証券アナリストジャーナル賞受賞。
- 1999年 - ゴールドマン・サックス・アセット・マネジメント入社。
- 2001年 - ピムコジャパンリミテッド入社。
- 2002年 - ピムコジャパンリミテッド取締役社長。
- 2014年 - 株式会社アトミックスメディア 代表取締役CEO、フォーブスジャパン発行人兼編集長。

## 主な著作

### 共著
- 「金融ビジネスの病態と素因－インセンティブ構造再設計の始点」（2013年、金融財政事情研究会）